# Tadeusz Cymański
Tadeusz Cymański (ur. 6 czerwca 1955 w Nowym Stawie) – polski polityk i samorządowiec, poseł na Sejm III, IV, V, VI, VIII i IX kadencji, poseł do Parlamentu Europejskiego VII kadencji, jeden z założycieli Solidarnej Polski.

## Życiorys
W 1978 ukończył studia w zakresie ekonomiki transportu lądowego na Wydziale Ekonomiki Transportu Uniwersytetu Gdańskiego. Od 1972 do 1978 należał kolejno do Związku Młodzieży Socjalistycznej i Socjalistycznego Związku Studentów Polskich. W trakcie studiów dorabiał m.in. jako grabarz.
W latach 1978–1990 pracował w oddziale Banku Gospodarki Żywnościowej w Malborku na stanowisku lustratora. W 1980 zaangażował się w działalność NSZZ „Solidarność”, przewodniczył komisji zakładowej „Solidarności” w swoim zakładzie pracy. W latach 1989–1990 działał w Komitecie Obywatelskim, był przewodniczącym KO w Malborku. W latach 1990–1998 zajmował stanowisko burmistrza Malborka, do 2001 zasiadał w radzie miejskiej.
W latach 1990–1998 był członkiem Porozumienia Centrum, później do 2001 należał do Stronnictwa Konserwatywno-Ludowego. W latach 2001–2002 działał w Przymierzu Prawicy, był przewodniczącym tej partii w województwie pomorskim. W latach 2002–2011 należał do Prawa i Sprawiedliwości (od 2004 do 2007 kierował jego strukturami w regionie).
Od 1997 do 2009 sprawował mandat posła na Sejm. Po raz pierwszy uzyskał go z listy Akcji Wyborczej Solidarność. W 2001 i 2005 był wybierany z ramienia PiS w okręgu gdańskim. W wyborach parlamentarnych w 2005 zdobył 23 518 głosów. W Sejmie V kadencji od 9 listopada 2005 był zastępcą przewodniczącego w Komisji Polityki Społecznej. Przez część tej kadencji zasiadał w Komisji Zdrowia, pracował też w Komisji Samorządu Terytorialnego i Polityki Regionalnej. W wyborach parlamentarnych w 2007 po raz czwarty uzyskał mandat poselski, otrzymując 17 726 głosów. W wyborach do Parlamentu Europejskiego w 2009 został liczbą 41 521 głosów wybrany w okręgu wyborczym Gdańsk na eurodeputowanego. Został członkiem Komisji Praw Kobiet i Równouprawnienia.
4 listopada 2011 komitet polityczny PiS zdecydował o jego wykluczeniu z partii. Wraz z innymi wykluczonymi wówczas z PiS politykami znalazł się wśród założycieli ugrupowania Solidarna Polska, w którym objął funkcję przewodniczącego rady programowej (przed powołaniem partii w 2012 był krótko także wiceprezesem tymczasowego zarządu ugrupowania). W wyborach europejskich w 2014 kandydował z 2. miejsca Solidarnej Polski w okręgu śląskim, nie uzyskując reelekcji.
Startując z listy PiS jako kandydat Solidarnej Polski, w wyborach w 2015 został ponownie wybrany do Sejmu, otrzymując 13 126 głosów w okręgu gdańskim. W wyborach do Parlamentu Europejskiego w 2019 w okręgu obejmującym województwo warmińsko-mazurskie oraz województwo podlaskie bezskutecznie ubiegał się o mandat posła do PE, a w wyborach parlamentarnych w tym samym roku uzyskał ponownie mandat posła na Sejm, otrzymując 8019 głosów. Po przemianowaniu w maju 2023 Solidarnej Polski na Suwerenną Polskę, formalnie będącą nową partią, nie został jej członkiem. W tym samym roku powrócił do Prawa i Sprawiedliwości. W wyborach w 2023 nie uzyskał poselskiej reelekcji. W wyborach samorządowych w kolejnym roku uzyskał mandat w radzie powiatu malborskiego.

## Życie prywatne
Uzyskał I kategorię szachową. W 2003 pokonał w symultanie Anatolija Karpowa, mistrza świata z lat 1975–1985. Jest również filatelistą. Żonaty z Barbarą, ma pięcioro dzieci. Wyróżniony tytułem „radiowa osobowość roku” w plebiscycie Radia Gdańsk (2005).
W kwietniu 2021 w wywiadzie dla „Rzeczpospolitej” ujawnił, że zdiagnozowano u niego mięsaka. W późniejszym czasie potwierdził, że udało mu się zwalczyć tę chorobę nowotworową.